# Natrix merkurensis
Natrix merkurensis — викопний вид вужів (Natrix), що існував у міоцені в Європі.

## Скам'янілості
Скам'янілі рештки виду (рештки щелепи) знайдені у 2002 році у відкладеннях формації Мост у місті Усті-над-Лабем на півночі Чехії. Згодом, у 2005 році рештки Natrix merkurensis знайдено у Франції.